# Jagd auf „Z“
Jagd auf „Z“ (DVD-Titel: Paul Temple – Jagd auf „Z“; Originaltitel: Paul Temple’s Triumph) ist ein britischer Kriminalfilm aus dem Jahr 1950. Es ist der dritte von vier Kinofilmen, die auf einem der Paul-Temple-Hörspiele von Francis Durbridge beruhen. Der Film fand im Mai 1950 seine Uraufführung, in der Bundesrepublik Deutschland wurde er 1951, in Österreich erstmals 1952 gezeigt.

## Handlung
Ein mysteriöser Unbekannter, der allen nur unter dem Namen „Z“ bekannt ist, leitet eine gefährliche Spionagegruppe, die für keinen bestimmten Staat arbeitet, aber im Auftrag egal welcher Macht bereit ist, Verbrechen zu begehen. Paul Temple wird in den Fall eingeschaltet, als der Forscher Prof. Hardwick entführt wird und dessen Tochter seine Frau Steve um Hilfe bittet. Bald wird auch Hardwicks Tochter Opfer des geheimnisvollen Hintermannes, sie bleibt aber nicht die einzige Leiche. Temple begibt sich nach Schottland, um der Sache auf den Grund zu gehen. Sicher ist, dass jeder sterben muss, der die wahre Identität von „Z“ kennt. Eine Spur führt in ein schickes Hotel. Aber wo ist Prof. Hardwick? Temple hat mehrere Verdächtige und kann einen von ihnen als Täter entlarven und den verschwundenen Professor letztlich aus den Klauen des nunmehr enttarnten „Z“ befreien.

## Die anderen Paul-Temple-Filme
- Der grüne Finger (1946)
- Wer ist Rex? (1948)
- Paul Temple und der Fall Marquis (1952)

## Sonstiges
Der Film erscheint am 11. September 2015 auf DVD. Die Geschichte basiert auf dem Hörspiel News of Paul Temple, das Francis Durbridge bereits 1939 als Sechsteiler für die BBC schrieb. Es wurde nie auf Deutsch realisiert, 2006 erschien allerdings der darauf basierende Roman erstmals auf Deutsch unter dem Titel Paul Temple und der Fall Z (im Aufbau-Verlag). Im September 2023 erschien das Originalskript zu dem Hörspiel erstmals in deutscher Übersetzung. Der Verlag Williams & Whiting publizierte Paul Temple und der Fall Z.4 als 19. Band seiner Durbridge-Edition. Das Buch enthält auch viele Hintergrundinfos zur Verfilmung des Hörspiels.

## DVD-Veröffentlichungen
Der Film erschien im englischsprachigen Raum 2009 von Renown Pictures, 2015 bringt Pidax eine deutsche DVD auf den Markt, die umfangreiches Bonusmaterial beinhaltet (neben Audiokommentar auch ein Interview mit dem Sohn von Francis Durbridge und eine noch nie übersetzte Paul-Temple-Kurzgeschichte).